# Município de Miami (condado de Clermont, Ohio)
O município de Miami (em inglês: Miami Township) é um município localizado no condado de Clermont no estado estadounidense de Ohio. No ano de 2010 tinha uma população de 40.848 habitantes e uma densidade populacional de 471,69 pessoas por km².

## Geografia
O município de Miami encontra-se localizado nas coordenadas 39° 11′ 56″ N, 84° 14′ 38″ O. Segundo a Departamento do Censo dos Estados Unidos, o município tem uma superfície total de 86.6 km², da qual 85.59 km² correspondem a terra firme e (1.17%) 1.01 km² é água.

## Demografia
Segundo o censo de 2010, tinha 40.848 habitantes residindo no município de Miami. A densidade populacional era de 471,69 hab./km². Dos 40.848 habitantes, o município de Miami estava composto pelo 95.19% brancos, o 1.4% eram afroamericanos, o 0.14% eram amerindios, o 1.49% eram asiáticos, o 0.02% eram insulares do Pacífico, o 0.41% eram de outras raças e o 1.34% pertenciam a dois ou mais raças. Do total da população o 1.84% eram hispanos ou latinos de qualquer raça.